# Eurostar (snabbtåg)
För andra betydelser, se Eurostar.
| Head station |

| Stop on track |

| Stop on track |

| Unknown BSicon "tSTRa" |

| Unknown BSicon "tZOLL" |

| Unknown BSicon "tSTRe" |

| Stop on track |

| Station on track |

| Unknown BSicon "ABZgl" | Unknown BSicon "STR+r" |

| Straight track | Restricted border on track |

| Straight track | Station on track |

| Straight track | End station |

| End station |

| Head station |

| Stop on track |

| Stop on track |

| Unknown BSicon "tSTRa" |

| Unknown BSicon "tZOLL" |

| Unknown BSicon "tSTRe" |

| Stop on track |

| Station on track |

| Unknown BSicon "ABZgl" | Unknown BSicon "STR+r" |

| Straight track | Restricted border on track |

| Straight track | Station on track |

| Straight track | End station |

| End station |

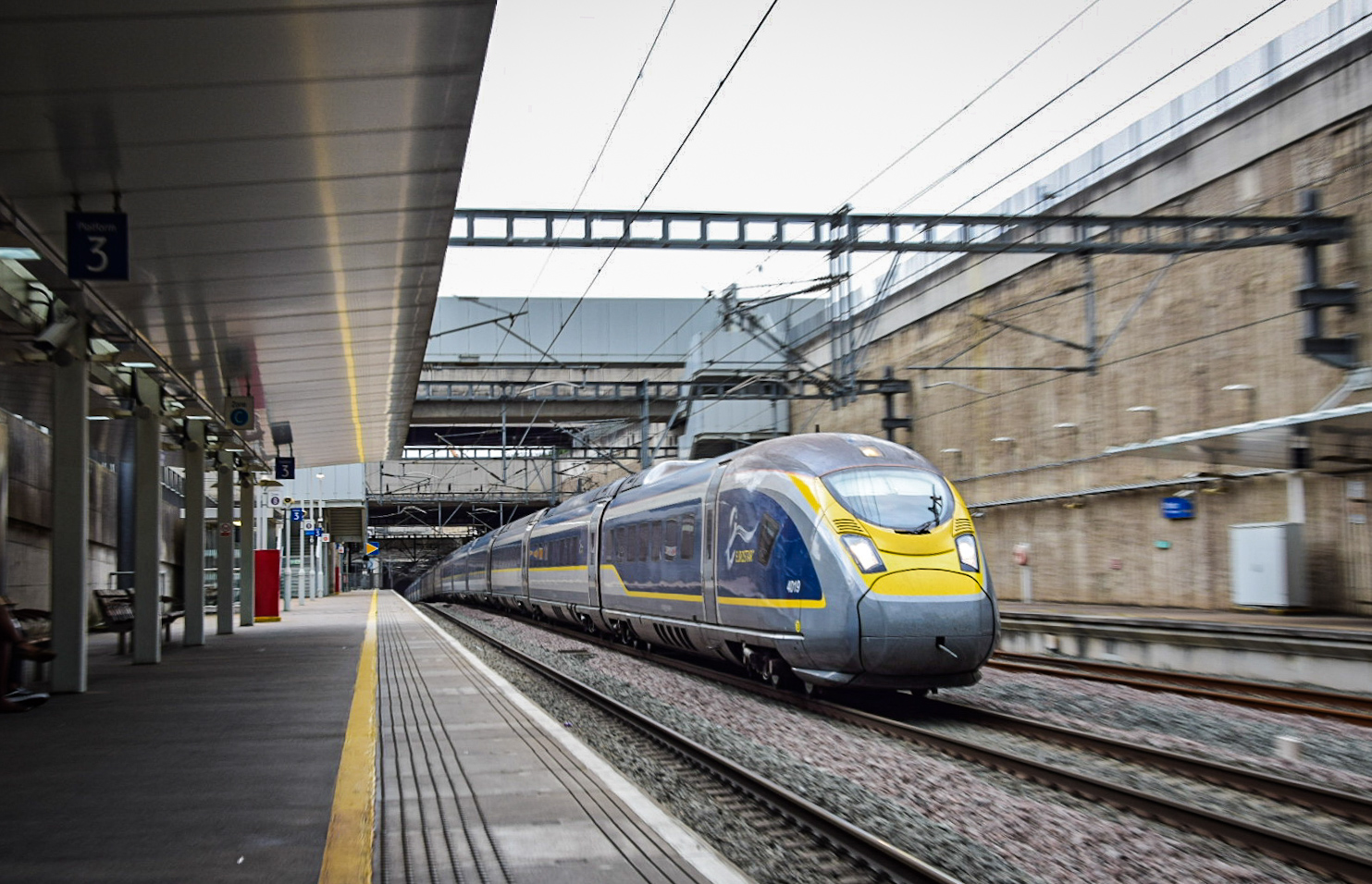
En Class 374 passerar förbi Stratford International station i London.

Eurostar är ett system av snabbtåg som utgår från London och går till Paris, Bryssel och Amsterdam. Tåget går genom tunneln under Engelska kanalen och förbinder sedan 1994 Storbritannien med övriga kontinentala Europa.
Fordonen är av två typer. Den äldre typen sattes i trafik 1992 och heter Class 373 eller TMST, men kallas i allmänhet Eurostar. De tillverkades av Alsthom och är en variant av det franska snabbtåget TGV. Den nya typen heter Class 374 eller Velaro e320 hos tillverkaren Siemens. De sattes i trafik 2015.
Mellan London och Paris tar den cirka 470 kilometer långa sträckan 2 timmar och 15 minuter, vilket motsvarar medelhastigheten 209 km/h. Mellan London och Bryssel är det cirka 360 kilometer, vilket tar 1 timme och 55 minuter. I Frankrike och Belgien går tågen med hastigheter upp till 300 km/h. I Storbritannien gick tågen först på gamla järnvägar med hastigheter på cirka 100 km/h. År 2003 invigdes en höghastighetsbana och i november 2007 invigdes resten av sträckan till London, vilket minskade restiden med 20 minuter mot år 2006 och 40 minuter mot 2002. 
Numera avgår tågen från stationen St Pancras International nordost om centrala London, med gångavstånd till King's Cross station där fjärrtåg mot norr och nordost avgår. I Bryssel angörs stationen Midi/Zuid (Södra stationen), varifrån alla fjärrtåg från Bryssel går. I Paris angörs stationen Gare du Nord, varifrån en tunnelbaneresa ofta krävs till någon av stadens övriga stationer för byte till andra fjärrtåg.
Det är säkerhetskontroller på Eurostar före ombordstigning, på liknande sätt som på en flygplats. Det gör att man måste komma till stationen minst en halvtimme före avgång (första klass 10 minuter). Tågen passerar också Schengenområdets yttre gräns. Gränskontrollerna sker före ombordstigning och bemannas under ledning av landet tågen ska gå till.
Detta är en av de viktigaste förbindelserna för persontrafik mellan Storbritannien och fastlandet. 71 % av resenärerna med kollektiva färdmedel (flyg/tåg/buss) mellan London och Paris åkte Eurostar år 2007, samt 65 % mellan London och Bryssel . Antal passagerare ökade ytterligare i och med uppsnabbningen 2007, med 13 % januari-september 2008, jämfört med samma tid 2007.[källa behövs]

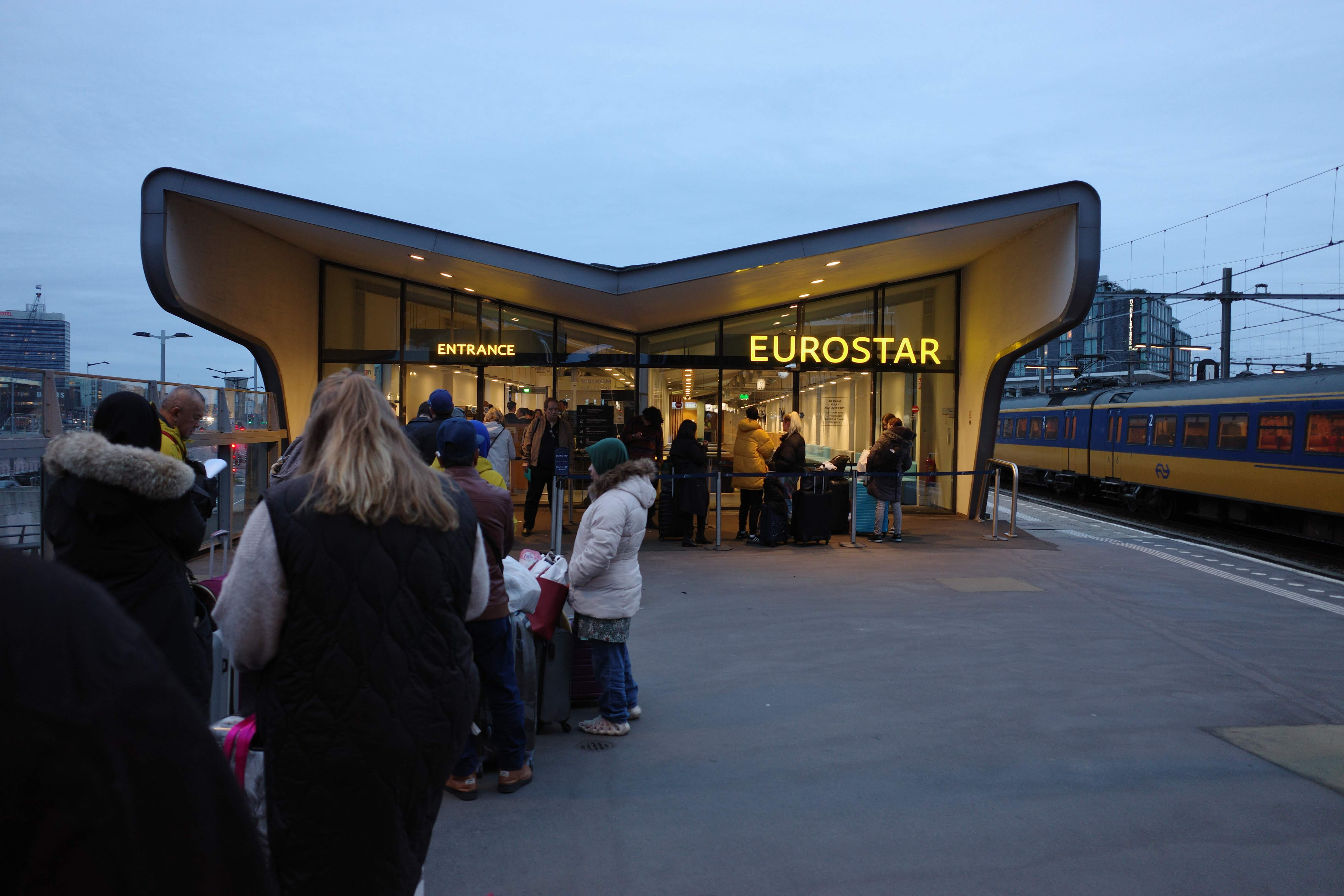
Eurostars avgångsbyggnad Amsterdam

Eurostartågen kör också turistturer under sommar- och skidsäsong till sydöstra Frankrike, och turer till Disneyland utanför Paris. År 2018 startade trafik från London till Amsterdam och Rotterdam med den nya tågtypen klass 374. På grund av att brittisk passkontroll inte fick göras i Nederländerna (innan den 26 oktober 2020), så behövde alla från Amsterdam stiga av i Bryssel och nya passagerare stiga på. Eftersom tåget stannade för kort tid i Bryssel för att alla passagerare skulle hinna kontrolleras, behövde de som ville resa Amsterdam–London ta ett tidigare tåg i Amsterdam. Från den 26 oktober 2020 kan brittisk passkontroll göras i Nederländerna så nu kan man resa direkt mellan Amsterdam och London i båda riktningarna.
På den brittiska delen av höghastighetsbanan Paris/Bryssel- London går sedan 2009 också lokala tåg med en annan operatör, Southeastern, ett bolag som kör många av Londons pendeltåg i området.

## Thalys
Thalys var ett varumärke för snabbtåg mellan Frankrike, Belgien, Nederländerna och Tyskland. Den 1 oktober 2023 blev Thalys en del av Eurostar.